# Gonglahutong
Gonglahutong (kinesiska: 公腊胡同, 公腊胡同乡) är en socken i Kina. Den ligger i den autonoma regionen Inre Mongoliet, i den norra delen av landet, omkring 230 kilometer nordost om regionhuvudstaden Hohhot.
Genomsnittlig årsnederbörd är 490 millimeter. Den regnigaste månaden är juli, med i genomsnitt 130 mm nederbörd, och den torraste är februari, med 3 mm nederbörd.